# En Ornli' Syg Soundtrack
En Ornli' Syg Soundtrack er en cd lavet til DR2s julekalender Yallahrup Færgeby fra 2007, der indeholder 11 sange, sunget af figurerne fra serien.

## Spor
| #   | Sang                                 | Sunget af             | Længde | Noter |
| --- | ------------------------------------ | --------------------- | ------ | --- |
| 1.  | "Wollah Wollah Ingen Bollah"         | Ali (Özlem Saglanmak) | 3:14   | Sangen er en rapsang, og handler om hvor Ali, der synger om, hvor sej han er. |
| 2.  | "Kath På Pizza"                      | Pizzamanden           | 2:51   | |
| 3.  | "En Krammer Til Osama"               | Abu Babu              | 3:01   | I sangen synger Abu Babu om at han godt kan forene forfængelighed med at være religiøs fundamentalist og terrorist. |
| 4.  | "Et Råb Om Hjælp"                    | Lille Knud            | 3:00   | Knud synger om, hvordan han bliver mobbet og ønsker bare lidt hjælp. |
| 5.  | "Stressrelateret Despression"        | Morten                | 3:21   | Sangen er en Johnny Cash-inspireret bluessang, og handler om Mortens stressrelaterede depression, om hvor usikker og angst han er. |
| 6.  | "Fjabbelade"                         | Crazy Girls           | 3:22   | |
| 7.  | "Sut Min Pik"                        | Dennis                | 2:57   | Sangen er af genren electronica med høj technomusik, mens Crazy Girls synger i baggrunden. Dennis synger ikke selv i sangen, men snakker i tåger og kommenterer med en masse trusler henvendt til ukendte personer, der mere eller mindre provokerer ham. |
| 8.  | "Den Sygeste Å                       | Hassan                | 3:38   | |
| 9.  | "Hov, Der Fik Jeg En Kraftig Orgasme | Hanne                 | 3:31   | Sangen handler om, at hun tænder på integration. |
| 10. | "Drukvisen"                          | Alkoholikeren         | 3:41   | |
| 11. | "Konge I Yallahby"                   | 2Pac                  | 3:14   | |